# Chris Barty
Christopher Peter James „Chris“ Barty ist ein US-amerikanischer Physiker, der sich mit Hochleistungslasern und deren Anwendung im Gamma- und Röntgenbereich befasst. Er ist Professor an der University of California, Irvine.
Barty studierte physikalische Chemie und Chemieingenieurwesen an der North Carolina State University mit dem Bachelor-Abschluss und wurde an der Stanford University in Angewandter Physik promoviert. Von 1990 bis 1994 war er Acting Assistant Professor of Applied Physics and Electrical Engineering an der Stanford University und von 1994 bis 2001 an der University of California, San Diego. 2001 ging er ans Lawrence Livermore National Laboratory, wo er zuletzt (LLNL) CTO für die National Ignition Facility NIF (die sich mit Trägheitsfusion mit Lasern befasst) war. Seit 2017 ist Professor an der University of California, Irvine (UCI). Dort ist er Distinguished Professor of Physics and Astronomy und leitet die Convergence Optical Sciences Initiative für Anwendungen der Photonik in den verschiedensten Gebieten. Er ist außerdem Mitglied des UCI Beckman Laser Institute & Medical Clinic.
Er entwickelte insbesondere Quellen für Röntgen- und Gammastrahlung mit Laser-Compton-Streuung an Elektronenstrahlen. Diese ermöglichen auch neuartige Anwendungen bei der Detektierung radioaktiven Materials (Isotope über Kernresonanzfluoreszenz, NRF, mit Gammastrahlen; Detektion verborgenen radioaktiven Materials in Millisekunden) und dessen Manipulierung (radioaktive Abfälle, die zum Beispiel so in ihren Containern hochaufgelöst dargestellt werden können)  und in der Untersuchung der Kernstruktur. Laser-Compton-Streuung wurde zuerst Mitte der 1960er Jahre an Elektronenbeschleunigern entdeckt und für die Beobachtung der Strahlqualität genutzt und erlebte in den 1990er Jahren eine Neubelebung durch die Nutzung bei der Erzeugung kurzer Röntgenpulse. 2004 wurde am LLNL entdeckt, dass die Brillanz der Laser-Compton-Quellen erheblich gesteigert werden konnte mit Erhöhung der Strahlenergie und -qualität der Elektronenbeschleuniger, was schließlich dazu führte, dass für Gammastrahlen über 2 MeV Energie die Compton-Quellen die Synchrotronstrahlungsquellen an Brillanz um bis zu 15 Zehnerpotenzen übertrafen.
2017 wurde er IEEE Fellow. Außerdem ist er Fellow der American Physical Society (für Pionierarbeiten zur Entwicklung von Lasern ultrahoher Intensität und Beiträge zur Röntgen- und Gammastrahlphysik basierend auf Lasern), Fellow der Optical Society of America (für Pionierarbeiten über intensive kurze Laserpulse und Anwendung auf Röntgenstrahlen) und er ist Fellow der International Society for Optics and Electronics (SPIE), deren Harold E. Edgerton Award er 2016 erhielt. 2018 erhielt er den R. W. Wood Prize. 2017 wurde er Fellow der American Association for the Advancement of Science.
Er steht 2018 dem International Committee on Ultrahigh Intensity Lasers (ICUIL) vor.